# Nordfladdermus
Nordfladdermus, tidigare även nordisk fladdermus (Eptesicus nilssonii, Keyserling, Blasius 1839) är en fladdermusart i familjen läderlappar (Vespertilionidae).

## Taxonomi
Nordfladdermus beskrevs första gången 1836 av Sven Nilsson, som då trodde att det var parkpipistrell. 1838 upptäckte Nilsson sitt misstag och att det måste handla om en ny art, och kallade den då Vespertilio borealis. Året därefter blev den första gången vetenskapligt beskriven av Alexander Keyserling och Johann Heinrich Blasius som till Nilssons ära beslutade att ge den namnet Vespertilio nilssonni. Nilsson gav den trivialnamnet Nordisk Flädermus. Den första kolonin med Nordfladdermus Nilsson studerade fanns i Hallingdalen i Norge, och hade observerats första gången 1826. Sedan han väl lärt sig känna igen den upptäckte han den snart även på andra platser främst i Skåne men även i Småland, något enstaka exemplar från Finland och på andra håll i Norge.

## Utseende
Den är vanligt förekommande i Sverige. Den nordiska fladdermusen är medelstor med en vingbredd på ca 24-27 cm, kroppslängd mellan 5 och 7 cm och vikt upp till 14 gram. Pälsen är mörkbrun med ljusare spetsar. Buken är ljusgrå. Huvudet kännetecknas av korta avrundade öron (1,3 till 1,8 cm lång) och den broskiga fliken (tragus) är likaså kort och avrundad. Hälsporren (calcar) bildar svansflyghudens underkant över halva längden mot svansen. Bara en liten spets av svansen är inte inbäddad i svansflyghuden. Nordfladdermusen har ett "filigrant" kranium men tanduppsättningen är kraftig.

## Vanor
Nordfladdermus jagar främst i skymningen och i gryningen. Under vår och höst kan den även jaga under dagtid. Den har samma fladdrande flykt som dvärgfladdermusen. Lätet är dock ej hörbart för människor, utan ligger kring 30 kilohertz. Födan består av flygande nattinsekter.
Arten finns i de flesta biotoper som samhällen, skog, kulturlandskap och kuster. Den ökar troligtvis i utbredning.
I Alperna kan den nå höjder upp till 2 000 meter över havet.
Denna fladdermus har ofta boet i byggnader. Efter parningen och före ungarnas födelse bildar honor vanligen egna kolonier som är skilda från hannarna. I norra delen av utbredningsområdet föds oftast en unge per kull och i sydliga trakter är tvillingar vanligare. Cirka två till tre veckor efter födelsen blir ungarna självständiga. Olika exemplar levde 15 år.

## Utbredning
Nordfladdermus finns i Skandinavien, norra Östeuropa och fläckvis i Centraleuropa. Österut når den fram till Stilla havet.